# タウリエル
タウリエル（Tauriel）は、ピーター・ジャクソン監督の映画シリーズ『ホビット』に登場する架空のキャラクターである。J・R・R・トールキンの原作小説『ホビットの冒険』には登場しない。

## 概要
キャラクターは2012年公開の三部作の1作目『思いがけない冒険』では登場せず、2013年公開の2作目『竜に奪われた王国』が初登場となる。『ホビット』三部作は元々は二部作と企画されており、タウリエルは当初2作目とされていた『ゆきてかえりし物語』で登場する予定であった。原作小説には登場しない映画版オリジナルのキャラクターであり、映画化の際にジャクソンとフラン・ウォルシュによって創造された。森のエルフである彼女の名前は「闇の森の娘」を意味しており、闇の森の守備隊長という設定である。キャラクターはエヴァンジェリン・リリーによって演じられる。エルフの中ではあまり位の高くないシルヴァン・エルフであり、レゴラスは好意を寄せているが、その父スランドゥイルには交際しないようにと釘を刺されている。ドワーフのキーリにも命を救ったことから好意を寄せられる。

## 構想とキャスティング
1937年にJ・R・R・トールキンが発表したファンタジー小説『ホビットの冒険』は、ホビットのビルボ・バギンズと魔法使いガンダルフ、そして13人のドワーフたちが竜のスマウグによって奪われた宝を探しに行くという内容である。ドワーフたちは冒険の最中に闇の森に入り込み、シルヴァン・エルフによって牢に捕らえられる。物語終盤の五軍の合戦の際にはドワーフ、人間、エルフは同盟を組み、オークとワーグの連合軍と戦った。
タウリエルというキャラクターは原作小説には登場せず、映画化の際に闇の森のエルフを広げ、また別の女性キャストを加えるためにピーター・ジャクソンとその妻で製作パートナーのフラン・ウォルシュによって創造された。キャラクターはシルヴァン・エルフであり、以前に『ロード・オブ・ザ・リング』シリーズに登場したアルウェン、ガラドリエル、エルロンド、レゴラスよりも階級が低いエルフである。名前は「闇の森の娘」（Daughter of Mirkwood）を意味している。
2011年6月、ジャクソンは自身のFacebookページでABCのテレビドラマ『LOST』のケイト・オースティン役で知られるエヴァンジェリン・リリーがタウリエル役に決定したことを発表した。13歳の頃からトールキンの小説のファンであったリリーは、原作に登場しないキャラクターを導入することに対してのトールキン純粋主義者の反応に不安を抱きつつも、映画化の際にキャラクターを創造することは正当であると述べた。「トールキンは森のエルフに言及し、特にその個人については語られず、そして（ピーターとフラン）はその世界について熟知しているので、私はタウリエルが本物であると考えている。彼らはトールキンの世界に忠実でないキャラクターを作らないだろう」。
リリーはタウリエルについて「彼女は少し向こう見ずで、冷酷で、殺すことも躊躇しない」と説明した。彼女は赤髪で、武器の扱いに堪能であり、主に弓と2本のダガーを使う。リリーはアクションシーンのためのスタントコーチだけでなく、エルフ語の台詞のために言語コーチも雇った。彼女の場面の撮影は2011年9月にニュージーランドで始まり、約1年続いた。
リリーはまたタウリエルはエルフの社会秩序に反抗的であるが、一方で「ソフトな面」も持っており、ラブストーリーも用意されていると述べた。タウリエルとレゴラスは子供の頃から知り合いで、重要な関係であるが、恋愛関係とはならない。さらにリリーはレゴラスの父でエルフの王のスランドゥイルはタウリエルを可愛がり、「彼女に特別な何かを見出している」と説明した。